# Corteconcepción

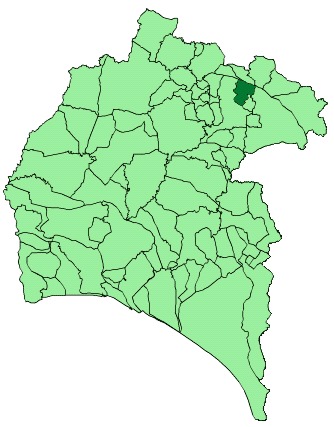
Localização de Corteconcepción

Corteconcepción é um município da Espanha na província de Huelva, comunidade autónoma da Andaluzia, de área 49 km² com população de 615 habitantes (2007) e densidade populacional de 12,88 hab/km².

## Demografia
| Variação demográfica do município entre 1991 e 2004 | Variação demográfica do município entre 1991 e 2004 | Variação demográfica do município entre 1991 e 2004 | Variação demográfica do município entre 1991 e 2004 |
| --------------------------------------------------- | --------------------------------------------------- | --------------------------------------------------- | --------------------------------------------------- |
| 1991                                                | 1996                                                | 2001                                                | 2004                                                |
| 702                                                 | 689                                                 | 667                                                 | 633                                                 |